# Jo Weil
Jo Weil, teljes nevén: Johannes Hermann Bruno Anton Weil (Frankfurt a. M., 1977. augusztus 29.–) német színész.

## Karrier
A Fulda melletti Petersbergben nőtt fel és itt érettségizett le, utána a kölni színművészeti főiskolára járt, ahol színművészetet és éneklést hallgatott. Jo Weil számtalan színpadi darabban szerepelt már. Televíziós karrierje 1997-ben indult, amikor a Sat.1-en futó Kedves nővérkék című sorozatban feltűnt. Országos ismertséget a Verbotene Liebe című sorozat hozta, amiben első ízben 1999 és 2002 között a biszexuális Oliver Sabelt alakította. 2002-ben elment a sorozatból, 2002 és 2004 között a Medicopter 117 – Légimentők című sorozatban Florian Lenz szerepében tűnt fel. 2007-ben 5 év szünet után visszatért a Verbotene Liebe sorozatba, Oliver Sabelként.

## Film és sorozatszerepei
- 1997: Kedves nővérkék (Geliebte Schwestern)
- 1997: Der Einstellungstest
- 1999: Motorradcops
- 1999–2002, 2007 óta: Verbotene Liebe, Oliver Sabel szerepében
- 2001: Layla (rövidfilm)
- 2002–2004: Medicopter 117 – Légimentők, Florian Lenz mentőápoló szerepében
- 2004: Warten auf irgendwas (rövidfilm)
- 2005: The Autobahn (Mozifilm)
- 2008: 112 – Életmentők

## Színházi szerepei
- 2000 Glück auf, Kölnben
- 2004-2005 Gespenster, Neunkirchenben
- 2006-2007 Bei Verlobung Mord, Darmstadtban
- 2007-2009 Ganze Kerle, Düsseldorfban